# Лоїк Баде
Лоїк Баде (фр. Loïc Badé, нар. 11 квітня 2000, Севр) — французький футболіст, захисник клубу «Севілья».

## Ігрова кар'єра
Народився 11 квітня 2000 року в місті Севр.
У дорослому футболі дебютував 2018 року виступами за команду «Гавр-2», в якій провів один сезон, взявши участь у 30 матчах чемпіонату. 
Протягом 2019—2020 років захищав кольори головної команди клубу «Гавр».
Своєю грою за останню команду привернув увагу представників тренерського штабу клубу «Ланс», до складу якого приєднався 2020 року. Відіграв за команду з Ланса наступний сезон своєї ігрової кар'єри. Більшість часу, проведеного у складі «Ланса», був основним гравцем захисту команди.
До складу клубу «Ренн» приєднався 2021 року. Станом на 25 серпня 2022 року відіграв за команду з Ренна 15 матчів в національному чемпіонаті.

## Статистика виступів

### Статистика клубних виступів
| Сезон             | Команда           | Чемпіонат         | Чемпіонат | Чемпіонат | Національний кубок | Національний кубок | Національний кубок | Континентальні кубки | Континентальні кубки | Континентальні кубки | Інші змагання | Інші змагання | Інші змагання | Усього | Усього | Усього |
| Сезон             | Команда           | Ліга              | Ігор      | Голів     | Ліга               | Ігор               | Голів              | Ліга                 | Ігор                 | Голів                | Ліга          | Ігор          | Голів         | Ігор   | Голів  |        |
| ----------------- | ----------------- | ----------------- | --------- | --------- | ------------------ | ------------------ | ------------------ | -------------------- | -------------------- | -------------------- | ------------- | ------------- | ------------- | ------ | ------ | ------ |
| 2017–18           | «Гавр-2»          | CFA               | 3         | 0         |                    | -                  | -                  |                      | -                    | -                    |               | -             | -             | 3      | 0      |        |
| 2018–19           | «Гавр-2»          | CFA               | 17        | 0         |                    | -                  | -                  |                      | -                    | -                    |               | -             | -             | 17     | 0      |        |
| 2019–20           | «Гавр-2»          | CFA               | 10        | 3         |                    | -                  | -                  |                      | -                    | -                    |               | -             | -             | 10     | 3      |        |
| 2019–20           | «Гавр»            | Л2                | 7         | 0         | КФ+КЛ              | 0                  | 0                  |                      | -                    | -                    |               | -             | -             | 7      | 0      |        |
| 2020–21           | «Ланс»            | Л1                | 25        | 0         | КФ+КЛ              | 2+0                | 0                  |                      | -                    | -                    |               | -             | -             | 27     | 0      |        |
| Усього за кар'єру | Усього за кар'єру | Усього за кар'єру | 62        | 3         |                    | 2                  | 0                  |                      | -                    | -                    |               | -             | -             | 64     | 3      |        |

## Досягнення
«Севілья»
- Володар Ліги Європи (1): 2022-23

Олімпійська збірна Франції
- Срібні медалі Олімпійських ігр 2024[1]